# Cryptostigma quinquepori
Cryptostigma quinquepori är en insektsart som först beskrevs av Robert Newstead 1917.  Cryptostigma quinquepori ingår i släktet Cryptostigma och familjen skålsköldlöss. Inga underarter finns listade i Catalogue of Life.